# Сушани
Сушани (слч. Sušany) насељено је мјесто са административним статусом сеоске општине (слч. obec) у округу Полтар, у Банскобистричком крају, Словачка Република.

## Становништво
| Година:    | 1994. | 2004.   | 2014.   | 2024.   |
| ---------- | ----- | ------- | ------- | ------- |
| Број људи: | 460   | 451     | 435     | 420     |
| Разлика:   |       | -1,95 % | -3,54 % | -3,44 % |

| Година:    | 2023. | 2024.   |
| ---------- | ----- | ------- |
| Број људи: | 422   | 420     |
| Разлика:   |       | -0,47 % |

Према подацима о броју становника из 2011. године насеље је имало 446 становника.